# Liste der Mitglieder des Provinziallandtags der Rheinprovinz (21. Sitzungsperiode)
Diese Liste nennt die Mitglieder des 21. Provinziallandtages der Rheinprovinz 1872.

## Hintergrund
Der Provinziallandtag der Rheinprovinz bestand aus 75 Mitglieder, die sich in vier Kurien aufteilten. Die erste Kurie bestand aus vier Standesherren, die über Virilstimmen verfügten. Die Standesherren konnten sich vertreten lassen. Die zweite Kurie bestand aus den Vertretern der Ritterschaft, diese wurden in zwei Wahlkreisen (Regierungsbezirke Koblenz/Trier/Köln und Regierungsbezirke Aachen/Düsseldorf) gewählt. Die dritte Kurie bildeten die Vertreter der Städte. Diese wurden in indirekter Wahl bestimmt. Die vierte Kurie bildeten die Landgemeinden. Diese wählten die Vertreter in doppelt indirekter Wahl: Die Urwähler wählten Wahlmänner, diese dann Bezirkswähler. Wahlkreise waren die Landkreise. Für die Abgeordneten wurden jeweils auch Stellvertreter gewählt.
Der Provinziallandtag der Rheinprovinz trat in seiner 21. Sitzungsperiode vom 15. September 1872 bis zum 28. September 1872 zusammen. Am 20. März 1872 brannte das Stadtschloss in Düsseldorf ab, so dass die Ständeversammlung 2872 in die Aula der städtischen Realschule an der Klosterstraße tagte.

## Liste der Abgeordneten
| Kurie                                | Wahlkreis | Abgeordneter                                | Anmerkung                                                                                    |
| ------------------------------------ | --- | ------------------------------------------- | -------------------------------------------------------------------------------------------- |
| Stand der Fürsten, Grafen und Herren | | Fürst Ferdinand zu Solms-Braunfels          | vertreten durch Prinz Albrecht zu Solms-Braunfels                                            |
| Stand der Fürsten, Grafen und Herren | | Fürst Wilhelm zu Wied                       |                                                                                              |
| Stand der Fürsten, Grafen und Herren | | Fürst Alfred zu Salm-Reifferscheidt-Dyck    | Dyk bei Neuss                                                                                |
| Ritterschaft                         | Aachen/Düsseldorf | Freiherr Emmerich Raitz von Frentz          | Königlicher Kammerherr, Schlosshauptmann und Landrat a. D. aus Düsseldorf, Landtagsmarschall |
| Ritterschaft                         | Aachen/Düsseldorf | Graf Richard Beissel von Gymnich            | Kammerherr und Landrat a. D., auf Haus Frentz, Vize-Landtagsmarschall                        |
| Ritterschaft                         | Aachen/Düsseldorf | Freiherr Friedrich von Bourscheidt          | Haus Rath                                                                                    |
| Ritterschaft                         | Koblenz/Trier/Köln | Freiherr Franz Adolph Josef von Fürstenberg | Lörsfeld                                                                                     |
| Ritterschaft                         | Aachen/Düsseldorf | Freiherr Friedrich Leopold von Fürstenberg  | Borbeck                                                                                      |
| Ritterschaft                         | Aachen/Düsseldorf | Graf Arthur von Goltstein                   | Schloss Breill                                                                               |
| Ritterschaft                         | Aachen/Düsseldorf | Bruno von Heister                           | Düsseldorf, als Stellvertreter                                                               |
| Ritterschaft                         | Aachen/Düsseldorf | Freiherr Georg von Eerde                    | Landrat, Geldern                                                                             |
| Ritterschaft                         | Koblenz/Trier/Köln | Graf Franz Egon von Hoensbroech             | Erbmarschall und königlich preußischer Kammerherr auf Schloss Haag                           |
| Ritterschaft                         | Aachen/Düsseldorf | Graf Alfred von Hompesch                    | Kammerherr, Schloss Rurich                                                                   |
| Ritterschaft                         | Aachen/Düsseldorf | Franz Werner von Leykam                     | Elsum, Kreis Heilsberg                                                                       |
| Ritterschaft                         | Koblenz/Trier/Köln | Freiherr Clemens von Loë                    | Wissen                                                                                       |
| Ritterschaft                         | Koblenz/Trier/Köln | Freiherr Rudolf de Lasalle von Louisenthal  | Landrat, Schloss Dagstuhl                                                                    |
| Ritterschaft                         | Aachen/Düsseldorf | Felix von der Mosel                         | Regierungsrat, Aachen                                                                        |
| Ritterschaft                         | Aachen/Düsseldorf | Freiherr Karl von Mylius                    | Linzenich                                                                                    |
| Ritterschaft                         | Koblenz/Trier/Köln | Graf Maximilian von Nesselrode-Ehreshoven   | Oberhofmeister, Ehreshoven                                                                   |
| Ritterschaft                         | Koblenz/Trier/Köln | Freiherr Otto von Recum                     | Kreuznach, als Stellvertreter                                                                |
| Ritterschaft                         | Aachen/Düsseldorf | Graf Rudolf von Schaesberg                  | Krickenbeck                                                                                  |
| Ritterschaft                         | Aachen/Düsseldorf | Franz von dem Bottlenberg gen. von Schirp   | Schloss Baldeney                                                                             |
| Ritterschaft                         | Koblenz/Trier/Köln | Clemens August Schroeder                    | Landgerichtsrat, Aachen                                                                      |
| Ritterschaft                         | Koblenz/Trier/Köln | Friedrich von Solemacher-Antweiler          | Grünhaus                                                                                     |
| Ritterschaft                         | Koblenz/Trier/Köln | Freiherr Edmund von Spies-Büllesheim        | Kammerherr, Haus Hull                                                                        |
| Ritterschaft                         | Aachen/Düsseldorf | Freiherr Ludolf von Wenge-Wulffen           | Major a. D., Haus Overbach                                                                   |
| Städte                               | Merzig, Prüm, Bitburg, Wittlich, Bernkastel, Saarburg, Neuerburg                                                                       | Edmund Joseph Aldringen                     | Landrat, Wittlich                                                                            |
| Städte                               | Köln | Alexander Bachem                            | Oberbürgermeister, Köln                                                                      |
| Städte                               | Monschau, Eupen, Malmédy, St. Vith | Peter Becker                                | Oberbürgermeister, Eupen                                                                     |
| Städte                               | Düsseldorf | Gerhard Baum                                | Handelsgerichtspräsident, Kommerzienrat, Düsseldorf                                          |
| Städte                               | Solingen, Remscheid, Dorp, Gräfrath, Wald, Höhscheid mit Merscheid, Burscheid mit Leichlingen, Opladen mit Neukirchen, Hitdorf         | Peter Daniel Berger                         | Bürgermeister, Höhscheid                                                                     |
| Städte                               | Stromberg, Trarbach, Zell, Cochem, Mayen, Andernach, Ahrweiler, Sinzig, Remagen, Simmern                                               | Adolph Böcking                              | Gutsbesitzer, Trabach                                                                        |
| Städte                               | Duisburg, Mülheim an der Ruhr, Essen, Kettwig, Werden, Ruhrort, Dinslaken, Emmerich, Rees, Isselburg                                   | Theodor Boeninger                           | Kaufmann, Duisburg                                                                           |
| Städte                               | Koblenz | Nicolaus Bremig                             | Advokat-Anwalt und Stadtverordneter, Koblenz                                                 |
| Städte                               | Krefeld | Moritz von Bruck                            | Stadtverordneter, Krefeld                                                                    |
| Städte                               | Ehrenbreitstein, Vallendar, Bendorf, Neuwied, Linz, Wetzlar, Braunfels                                                                 | Johann Wilhelm Caesar                       | Kaufmann, Neuwied                                                                            |
| Städte                               | Aachen | Johann Contzen                              | Oberbürgermeister, Aachen                                                                    |
| Städte                               | Deutz, Mülheim am Rhein, Gladbach, Gummersbach, Wipperfürth, Siegburg, Königswinter, Neustadt                                          | Dr. Michael Hubert Engels                   | Arzt, Mülheim am Rhein                                                                       |
| Städte                               | Barmen | Wilhelm von Eynern                          | Kaufmann, Barmen                                                                             |
| Städte                               | Jülich, Eschweiler, Heinsberg, Erkelenz, Geilenkirchen mit Hünshoven, Linnich                                                          | Johann Gymnich                              | Landgerichtsassessor a. D., Premier-Leutnant und Bürgermeister von Eschweiler                |
| Städte                               | Kennep, Ronsdorf, Lüdringhausen, Radevormwald, Burg, Hückeswagen, Wermelskirchen                                                       | August Wilhelm Holthaus                     | Kaufmann, Ronsdorf                                                                           |
| Städte                               | Köln | Jakob Horst                                 | Rentner und Stadtverordneter, Köln                                                           |
| Städte                               | Trier | Peter Küchen                                | Handelsgerichtspräsident und Beigeordneter, Trier                                            |
| Städte                               | Düren, Gemünd, Stolberg, Burtscheid, Schleiden                                                                                         | Abraham Lamberts                            | Kaufmann, Burtscheid, als Stellvertreter                                                     |
| Städte                               | | Jacob Nöggerath                             | Geheimer Bergrat, Bonn                                                                       |
| Städte                               | Neuss, Grevenbroich, Wevelinghoven, Gladbach, Viersen, Dahlen, Odenkirche, Rheydt, Uerdingen, Kempen, Süchtelen, Dülken, Kaldenkirchen | Christian Pferdmenges                       | Fabrikbesitzer und Kommerzienrat, Rheydt, als Stellvertreter                                 |
| Städte                               | Elberfeld | Eduard Ringel                               | Rentner, Elberfeld                                                                           |
| Städte                               | Saarlouis, Saarbrücken, St. Johann, Ottweiler, St, Wendel, Baumholder                                                                  | Ferdinand Schlachter                        | Beigeordneter, Kommerzienrat und Bankier aus St. Johann                                      |
| Städte                               | Ratingen, Kaiserswerth, Angermund mit Gerresheim, Mettmann, Langenberg mit Hardenberg, Wülfrath, Velbert, Kronenberg, Steele, Hilden   | Wilhelm Schüler                             | Kaufmann, Wülfrath                                                                           |
| Städte                               | Kreuznach, Kirn, Sobernheim, St. Goar, Boppard, Oberwinter, Bacharach, Stromberg                                                       | Wilhelm Wachter                             | Kaufmann, Boppard                                                                            |
| Landgemeinden                        | Moers, Krefeld | Julius von Bönninghausen                    | Gutsbesitzer, Hollandshof                                                                    |
| Landgemeinden                        | Gladbach, Neuss, Grevenbroich | Franz Broich                                | Gutsbesitzer, Grefrath                                                                       |
| Landgemeinden                        | Daun, Prüm, Bitburg | Jakob Cremer                                | Gutsbesitzer, Oberlauch                                                                      |
| Landgemeinden                        | Siegburg, Waldbröhl | August Dick                                 | Gutsbesitzer, Quadenhof                                                                      |
| Landgemeinden                        | Regierungsbezirk Koblenz | Johann Gemünd                               | Gutsbesitzer, Niederbreisig                                                                  |
| Landgemeinden                        | Land- und Stadtkreis Trier | Franz von Handel                            | Gutsbesitzer, Kürenz, als Stellvertreter                                                     |
| Landgemeinden                        | Regierungsbezirk Koblenz | Gustav Hirschbrunn                          | Gutsbesitzer und Beigeordneter, Obermendig                                                   |
| Landgemeinden                        | Altenkirchen, Wetzlar | Adolph Jagenberg                            | Gutsbesitzer, Almersbach                                                                     |
| Landgemeinden                        | Jüllich, Düren | Jakob Jansen                                | Gutsbesitzer, Binsfeld                                                                       |
| Landgemeinden                        | Aachen, Geilenkirchen | Friedrich Adolph Kockerols                  | Gutsbesitzer, Leiffarth                                                                      |
| Landgemeinden                        | Bonn, Euskirchen, Rheinbach | Michael Kretz                               | Gutsbesitzer und Beigeordneter, Mehlem                                                       |
| Landgemeinden                        | Regierungsbezirk Düsseldorf | Arnold Lange                                | Ökonom, Sonnborn                                                                             |
| Landgemeinden                        | Regierungsbezirk Düsseldorf | Joseph Kürten                               | Gutsbesitzer, Lückerath                                                                      |
| Landgemeinden                        | Regierungsbezirk Düsseldorf | Felix von Loë                               | Landrat a. D., Hassum                                                                        |
| Landgemeinden                        | Regierungsbezirk Düsseldorf | Arnold Maas                                 | Gutsbesitzer, Schwelgern                                                                     |
| Landgemeinden                        | Koblenz, St. Goar | Johann Müller                               | Guts- und Mühlenbesitzer, Güls                                                               |
| Landgemeinden                        | Regierungsbezirk Köln | Hugo Mund                                   | Hauptmann a. D. und Gutsbesitzer, Brücken                                                    |
| Landgemeinden                        | Regierungsbezirk Aachen | Hermann Joseph Paulssen                     | Bürgermeister, Laffeld                                                                       |
| Landgemeinden                        | Saarburg, Merzig, Saarlouis | Johann Baptist Reusch                       | Gutsbesitzer, Bürgermeister und Posthalter, Lebach                                           |
| Landgemeinden                        | Bernkastel, Wittlich | Ferdinand Richter                           | Kaufmann und Gutsbesitzer, Mülheim an der Mosel                                              |
| Landgemeinden                        | Mülheim am Rhein, Gummersbach, Wipperfürth                                                                                             | Robert Rohr                                 | Bürgermeister aus Eulenbroch                                                                 |
| Landgemeinden                        | Geldern, Kempen | Constantin von Ruys                         | Gutsbesitzer und Bürgermeister, Wankum                                                       |
| Landgemeinden                        | Regierungsbezirk Köln | Johann Leopold Schult                       | Bürgermeister, Glessen                                                                       |
| Landgemeinden                        | Saarbrücken, Ottweiler, St. Wendel | Robert Schmidtborn                          | Fabrikant und Gutsbesitzer, Saarbrücken                                                      |
| Landgemeinden                        | Kreuznach, Simmern | Heinrich Trapp                              | Ökonom, Waldböckelheim                                                                       |
| Landgemeinden                        | Regierungsbezirk Koblenz | Dr. Ferdinand Wurzer                        | Bürgermeister von Niederhammerstein                                                          |